# Clive Strutt
Clive Edward Hazzard Strutt (* 19. April 1942 in Aldershot, Hampshire, England) ist ein englischer Komponist. 

## Leben und Wirken
Er absolvierte die Farnborough Grammar School. Strutt lebt auf der Insel South Ronaldsay in Orkney, Schottland. Er studierte Komposition bei Lennox Berkeley, Orchestrierung bei Leighton Lucas und Klavier bei Robert O. Edwards, Georgina Smith und Hamish Milne an der Royal Academy of Music in London. Er studierte ein Jahr lang Bratsche bei Watson Forbes.
Strutts Werke wurden in Deutschland, Irland, Frankreich, Großbritannien, Norwegen, Russland, der Schweiz, Serbien und den USA aufgeführt. Eine große Anzahl seiner Partituren ist im Scottish Music Centre (SMC) in Glasgow, in der Bibliothèque Božidar Kantušer in Paris und bei Amoris International & Imprint in Vouvry in der Schweiz erhältlich. Darüber hinaus können viele von Strutts Partituren im Internet Archiv der in San Francisco ansässigen digitalen Bibliothek, in der IMSLP (Petrucci Music Library) mit Sitz in Kanada und auf der in Kreuzlingen (Schweiz) ansässigen globalen Online-Plattform MusicaNeo angesehen werden.
| Personendaten    | Personendaten                |
| ---------------- | ---------------------------- |
| NAME             | Strutt, Clive                |
| ALTERNATIVNAMEN  | Strutt, Clive Edward Hazzard |
| KURZBESCHREIBUNG | englischer Komponist         |
| GEBURTSDATUM     | 19. April 1942               |
| GEBURTSORT       | Aldershot                    |